# Patrik Sinkewitz
Patrik Sinkewitz (født 20. oktober 1980 i Fulda, Tyskland) er en tidligere professionel cykelrytter. Under Tour de France 2007 blev det kendt, at Sinkewitz havde afleveret en positiv dopingprøve i juni 2007 med for stort testoteronindhold. Denne afsløring fik straks tysk fjernsyn til at droppe live-dækningen af touren. Den 31. juli 2007 gav Sinkewitz afkald på den B-prøve, der ellers kunne have bevist hans uskyld. T-Mobile suspenderede ham efterfølgende i to år .

## Vigtigste sejre
2007
- Rund um den Henninger Turm

2005
- Internationale Hessen-Rundfahrt etape 1

2004
- Vinder af Deutschland Tour og etape 3
- Japan Cup

2002
- GP Winterthur

## Tour de France
- Tour de France 2005 – 59. plads
- Tour de France 2006 – 23. plads